# Василь Барнові
Васи́ль Заха́рович Барно́ві (груз. ვასილ ბარნოვი; 3 квітня 1856, Кода, Тифліська губернія — †4 листопада 1934, Тифліс) — грузинський радянський письменник, член Спілки письменників Грузинської РСР.

## Життєпис
Закінчив Тбіліську духовну семінарію, після чого, у 1877—1878 роках, викладав там. У 1882 році закінчив історичний факультет Московської духовної академії, викладав у Сенакі, Телаві та Тифлісі. У 1918—1924 роках викладав грузинську мову на курсах при Тбіліському державному університеті, одночасно у 1918—1921 роках викладав у Тифліському юнкерському училищі. У 1923—1930 роках викладав грузинську мову та літературу у Тбіліському університеті.
Один із засновників грузинського історичного роману. Брав участь у національно-визвольному русі Грузії боровся за відновлення автокефалії Грузинської православної церкви. Член спілки письменників Грузії з 1917 року та Товариства поширення грамотності серед грузинів з 1880 року.
Автор історичних романів, присвячених визвольній боротьбі грузинського народу проти іноземних загарбників: «Хазарська наречена» (1922), «Падіння Армазі» (1925), «Великий моураві Георгій Саакадзе» (1925). Написав оповідання і повісті з життя дореволюц. Грузії («Гордість цеху», «Чайові», «Крива душа», «Кучеряве дерево»), монографії з історії грузинської літератури.